# 名古屋パルプ
名古屋パルプ株式会社（なごやパルプ）は、かつて岐阜県可児市に存在した製紙会社である。大手製紙会社大王製紙のグループ企業で、2007年に同社に吸収合併された。

## 概要
名古屋パルプは1956年4月10日に設立された。合板メーカーである東洋プライウッド（現・住友林業クレスト）が、合板を製造する際にでるラワンの廃材を有効するためにパルプ工場を計画、提携した丸紅飯田（現・丸紅）や中部財界の企業の出資を仰いで設立した。工場用地は、工業化を目指していた可児町（現・可児市）の誘致に応えて可児町土田が選ばれた。工場は翌1957年3月に操業を開始する。
当初はクラフトパルプ専業のパルプ製造会社であったが、1959年には抄紙機が完成して洋紙の製造も開始した。ところが1973年のオイルショック以降業績が低迷する。1981年に、当時経営にあたっていた丸紅が、大王製紙へ技術指導を要請する。その結果、パルプ主体からパルプ・紙一貫メーカーに転換することになった。2年後の1983年6月には、大王製紙が丸紅から名古屋パルプを買収し、資本参加している。
2006年1月1日、日本情報用紙化工株式会社と合併した。日本情報用紙化工は、岐阜県加茂郡川辺町下川辺に、町により1987年8月に誘致された企業である。合併後、名古屋パルプの拠点は本社工場（可児市）と川辺工場（川辺町）の2か所になった。
翌2007年4月1日、商品開発のスピードアップや物流面でのコスト削減など目的に、名古屋パルプは親会社の大王製紙に吸収合併されて消滅した。工場は、大王製紙の可児工場として引き継がれている。